# Beau Greaves
Beau Greaves (Doncaster, 9 januari 2004) is een Engels dartsspeelster die uitkomt voor de World Darts Federation (WDF). Op 10 april 2022 won Greaves de eerste editie van het WDF World Darts Championship door landgenote Kirsty Hutchinson in de finale met 4–0 in sets te verslaan. Greaves werd hiermee op de leeftijd van achttien jaar de jongste wereldkampioene darts ooit. Tevens gooide zij het hoogste gemiddelde (92.02) ooit tijdens een vrouwenfinale.
In 2022 won Greaves tevens de eerste editie van de WDF World Masters door in de finale Almudena Fajardo uit Spanje met 6–0 in legs te verslaan. In mei 2022 wist Greaves het Dutch Open Darts en in augustus 2022 het Australian Darts Open te winnen, die de status van Platinum-toernooi kregen. Door het winnen van het Dutch Open Darts en het Australian Darts Open wist Greaves alle hoofdtoernooien van de WDF minimaal één keer te winnen. Ook won ze de finale van de WDF Europe Cup in 2022. In die finale won ze weer van Almudena Fajardo uit Spanje; nu met 7–4 in legs.
Op 21 april 2024 won Greaves PDC Women's Series 7 zonder ook maar een leg te verliezen tijdens het toernooi. Op 21 juni van dat jaar werd Greaves de eerste vrouw die een Development Tour-titel won. Op weg naar de finale van van Development Tour 11 liet ze vier gemiddeldes van meer dan honderd noteren en in de finale versloeg ze Daniel Perry.
Haar eerste Challenge Tour-titel won Greaves in januari 2025. In de finale van Challenge Tour 01 passeerde ze Stefan Bellmont, die aanvankelijk een voorsprong van 4-2 had opgebouwd. Een dag nadien zegevierde ze ook op Challenge Tour 03, waarbij ze in de finale John Henderson versloeg met 5-0. In februari won Greaves Development Tour 02. De Nederlander Levy Frauenfelder was haar tegenstander in de finale. Een dag later won ze ook Development Tour 04.

## Resultaten op wereldkampioenschappen

### BDO
- 2020: Halve finale (verloren van Mikuru Suzuki met 1–2)

### WDF

#### World Championship
- 2022: Winnaar (gewonnen in de finale van Kirsty Hutchinson met 4–0)
- 2023: Winnaar (gewonnen in de finale van Aileen de Graaf met 4–1)
- 2024: Winnaar (gewonnen in de finale van Sophie McKinlay met 4–1)

#### World Cup
- 2023: Winnaar (gewonnen in de finale van Deta Hedman met 7–5)

### PDC
- 2023: Laatste 96 (verloren van William O'Connor met 0–3)

## Resultaten op deWomen's World Matchplay
- 2023: Winnaar (gewonnen in de finale van Mikuru Suzuki met 6–1)
- 2024: Winnaar (gewonnen in de finale van Fallon Sherrock met 6–3)
- 2025: Halve finale (verloren van Lisa Ashton met 3–5)